# Discographie d'Elsa Lunghini
Elsa a sorti durant sa carrière 7 albums studio, un album Live, une compilation et 27 singles dont 2 no 1 au top 50 et 6 dans le top 10.

## Albums
|   | Date | Titre                          | Drapeau de la France | Drapeau de la Belgique | Ventes        | Certification France |
| - | ---- | ------------------------------ | -------------------- | ---------------------- | ------------- | -------------------- |
| a | 1988 | Elsa                           | 6                    |                        | +810 000, ex. | 2 × Platine          |
| a | 1990 | Rien que pour ça…              | 3                    |                        | +360 000, ex. | Platine              |
| a | 1992 | Douce violence                 | 5                    |                        | +215 000, ex. | 2 × Or               |
| a | 1996 | Chaque jour est un long chemin | 28                   | 42                     | +75 000, ex.  | Argent               |
| a | 1996 | Everyday                       | -                    | -                      |               |                      |
| c | 1997 | Elsa, l'essentiel 1986-1993    | 5                    | 25                     | +195 000, ex. | Or                   |
| a | 2004 | De lave et de sève             | 25                   | 43                     | +10 000, ex.  |                      |
| b | 2006 | Connexion Live                 | 54                   | -                      | +6 000, ex.   |                      |
| a | 2008 | Elsa Lunghini                  | 25                   | 53                     | +7 500, ex.   |                      |

Les cases grisées signifient que les classements de ce pays n'existaient pas lors de la sortie du disque ou que ceux-ci sont indisponibles.

### Singles
| Date | Titre                                              | [ 1 ] | Drapeau des Pays-Bas | Drapeau de l'Allemagne | Certification France      | Album                          |
| ---- | -------------------------------------------------- | ----- | -------------------- | ---------------------- | ------------------------- | ------------------------------ |
| 1986 | T'en va pas                                        | 1     | 41                   |                        | Or · (900 000 ventes)     |                                |
| 1987 | Papa, please don't go                              |       |                      |                        |                           |                                |
| 1987 | Quelque chose dans mon cœur                        | 2     |                      |                        | Or · (500 000 ventes)     | Elsa                           |
| 1988 | Un Roman d'amitié Duo avec Glenn Medeiros          | 1     |                      |                        | Or · (900 000 ventes)     | Elsa                           |
| 1988 | Love always finds a reason Duo avec Glenn Medeiros |       | 12                   |                        |                           |                                |
| 1988 | Jour de neige                                      | 2     |                      |                        | Or · (400 000 ventes)     | Elsa                           |
| 1989 | A la même heure dans deux ans                      | 7     |                      |                        |                           | Elsa                           |
| 1989 | Jamais nous (Remix) Duo avec Laurent Voulzy        | 10    |                      |                        | Argent · (200 000 ventes) | Elsa                           |
| 1990 | Mon cadeau[****]                                   |       |                      |                        |                           | Elsa                           |
| 1990 | Solo era un sueño[*]                               |       |                      |                        |                           |                                |
| 1990 | Gli anni miei[**]                                  |       |                      |                        |                           |                                |
| 1990 | Rien que pour ça                                   | 12    |                      |                        |                           | Rien que pour ça               |
| 1991 | Pleure doucement                                   | 25    |                      |                        |                           | Rien que pour ça               |
| 1991 | Qu'est ce que ça peut lui faire                    |       |                      |                        |                           | Rien que pour ça               |
| 1991 | Je s'rai là[****]                                  |       |                      |                        |                           | Rien que pour ça               |
| 1992 | Bouscule-moi                                       | 14    |                      |                        |                           | Douce violence                 |
| 1993 | Supplice chinois (Toop Toop)                       |       |                      |                        |                           | Douce violence                 |
| 1993 | Tout l'temps, tout l'temps                         |       |                      |                        |                           | Douce violence                 |
| 1996 | Chaque jour est un long chemin                     |       |                      |                        |                           | Chaque jour est un long chemin |
| 1997 | Sous ma robe                                       |       |                      |                        |                           | Chaque jour est un long chemin |
| 1997 | Le temps tourne à l'orage[***]                     |       |                      |                        |                           | Chaque jour est un long chemin |
| 2004 | Mon amour[***]                                     |       |                      |                        |                           | De lave et de sève             |
| 2004 | À quoi ça sert[***]                                |       |                      |                        |                           | De lave et de sève             |
| 2005 | Éternité[***]                                      |       |                      |                        |                           |                                |
| 2008 | Oser[***]                                          |       |                      |                        |                           | Elsa Lunghini                  |
| 2008 | Le Garçon d'étage[***]                             |       |                      |                        |                           | Elsa Lunghini                  |
| 2009 | Les Tremblements de terre[***] Duo avec Da Silva   |       |                      |                        |                           | Elsa Lunghini                  |

- . ↑      Version espagnole de Jour de neige, uniquement édité sur le territoire espagnol

- - . ↑     Version italienne de Jour de neige (chanson), uniquement édité sur le territoire italien

- -     - . ↑    Singles hors commerce, édités uniquement pour le marché professionnel

- -     -       - . ↑   Uniquement sur le marché canadien. Destiné aux professionnels

### Vidéo
| Date | Titre                        | Support               | Certification France                        |
| ---- | ---------------------------- | --------------------- | ------------------------------------------- |
| 1991 | Premier Olympia / Tour 90-91 | VHS / Laserdisc       | Vidéo de platine (50 000 ventes)            |
| 2006 | Connexion Live               | DVD Carton ou Cristal | Aucune certification (environ 5 000 ventes) |